# Guidizzolo
Guidizzolo est une commune italienne de la province de Mantoue en Lombardie.

## Administration
| Période                                  | Période  | Identité      | Étiquette | Qualité |
| ---------------------------------------- | -------- | ------------- | --------- | ------- |
| 14 juin 2004                             | En cours | Carlo Maccari |           |         |
| Les données manquantes sont à compléter. |          |               |           |         |

## Tragédie
L'épreuve des Mille Miglia est endeuillée par la sortie de route de la Ferrari 335S d'Alfonso de Portago qui part en vol plané et fauche une trentaine de spectateurs. Neuf dont cinq enfants, meurent sur le coup.

### Hameaux
Birbesi, Rebecco, Selvarizzo

### Communes limitrophes
Cavriana, Ceresara, Goito, Medole, Solférino